# Peter Utaka
Peter Utaka (Enugu, 1984. február 12. –) nigériai válogatott labdarúgó.

## Nemzeti válogatott
A nigériai válogatottban 8 mérkőzést játszott, melyeken 3 gólt szerzett.

## Statisztika
| Nigériai válogatott | Nigériai válogatott | Nigériai válogatott |
| Időszak             | Mérk.               | gól                 |
| ------------------- | ------------------- | ------------------- |
| 2010                | 1                   | 1                   |
| 2011                | 7                   | 2                   |
| Összesen            | 8                   | 3                   |